# Andreas Ammentorp Sørensen
Andreas Ammentorp Sørensen (20. december 1793 i Sundby Præstegård – 7. september 1881) var en dansk præst og politiker.
Han var søn af Jens Sørensen til Stadager-N. K. og Christiane Frederikke Ammentorp, blev student fra Nyborg lærde Skole 1814, var huslærer og blev teologisk kandidat 1821. Han var dernæst sognepræst i Durup-T. 1822, kom til Nordrup-F. 1823 og Førslev-S. 1830.
Sørensen blev valgt til landstingsmand for 3. kreds (Sorø og Præstø Amter) ved valget i 1849 og genvalgt 1853, men nedlagde sit mandat 30. juni 1854. Han var medlem af Rigsretten og blev Ridder af Dannebrog 8. juni 1872. I den anledning stiftede han et legat på 1.000 kr. for værdige trængende i sognet (kgl. konf. 29. april 1873). Han tog afsked 1874.
Gift 30. maj 1823 med Eva Christiane Boserup (3. november 1804 i Hasle, Sjælland – 1. april 1834), datter af Johan Joseph Boserup til Terslev-Ø. og Eggertine Winther. Gift 2. gang 7. juni 1837 med sit søskendebarn Johanne Andrea Ammentorp (1792 – 1857), datter af Hans Jørgen Ammentorp og Elisabeth Marie Hvalsøe.